# Roy Walford
Roy L. Walford (* 29. Juni 1924 in San Diego, Kalifornien; † 27. April 2004) war ein US-amerikanischer Gerontologe. Er war Gründer der Calorie Restriction Society, Autor mehrerer Sachbücher und einer der Wissenschaftler in Biosphäre 2.

## Beruf und Forschung
Walford war Pathologie-Professor an der University of California in Los Angeles (UCLA). Er hatte 1986 in Laborversuchen mit Mäusen eine längere Lebenserwartung bei kalorienreduzierter Ernährung (Kalorienrestriktion) festgestellt. Durch geringe, aber hochwertige Nahrungszufuhr konnte er die Lebenserwartung um 30 Prozent steigern, unter anderem durch Minderung von Diabetes mellitus und Krebserkrankung. 1998 wurde er mit dem Longevity Prize der IPSEN Foundation ausgezeichnet.

## Calorie Restriction Society
Das von Walford gegründete CR hat weltweit dreitausend Mitglieder, davon zwölf in Deutschland. Sie werden medizinisch beobachtet. Eine Herzerkrankung war kaum zu beobachten, die Blutdruckwerte meistens optimal. Eine Senkung des Wachstumshormons IgF1 wie bei CR-Mäusen konnte aber nur bei Veganern festgestellt werden, also bei Verzicht auf tierische Proteine.

## Privatleben
Roy Walford starb mit 79 Jahren an einer Nervenkrankheit.